# بايرون ر. نيوتن
بايرون ر. نيوتن (بالإنجليزية: Byron Rufus Newton)‏ هو سياسي أمريكي، ولد في 4 أغسطس 1861 في الولايات المتحدة، وتوفي في 20 مارس 1938 في الولايات المتحدة. انتخب Collector of the Port of New York ‏.